# Virgin Islands (álbum)
Virgin Islands es un álbum de música New Age del grupo alemán Cusco, lanzado en 1983.

## Pistas
1. Virgin Islands 3:09
2. Santo Domingo 3:02
3. Easter Islands 4:55
4. Bali 2:36
5. Philippines 4:01
6. Sun of Jamaica 4:07
7. Alcatraz 2:40
8. Seychelles 3:14
9. Samoa 3:01
10. Fiji Islands 4:08
11. Java 2:51
12. Saipan Islands 3:25

- Datos: Q6163693